# Melastoma
Melastoma är ett släkte av tvåhjärtbladiga växter. Melastoma ingår i familjen Melastomataceae.

## Bildgalleri

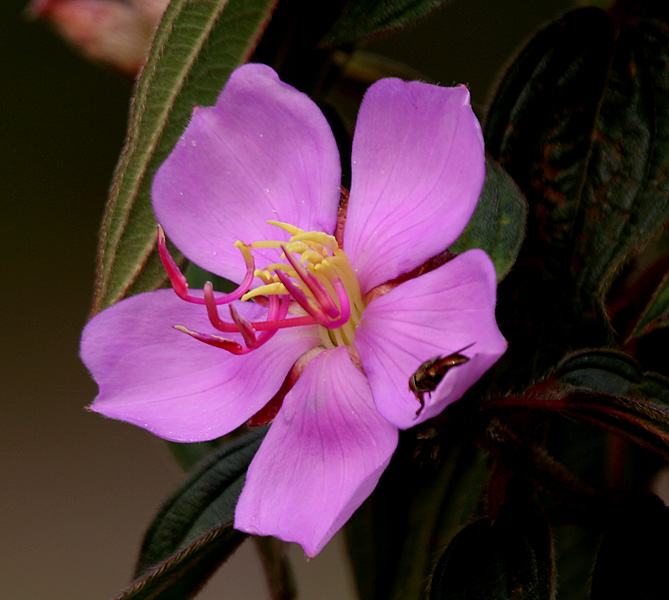

## Dottertaxa tillMelastoma, i alfabetisk ordning[1]
- Melastoma aculeolatum
- Melastoma atrofuscum
- Melastoma aureum
- Melastoma beccarianum
- Melastoma bensonii
- Melastoma borneense
- Melastoma boryanum
- Melastoma buennemeyeri
- Melastoma caesium
- Melastoma crinitum
- Melastoma curvisepalum
- Melastoma cyanoides
- Melastoma decipiens
- Melastoma dodecandrum
- Melastoma elbertii
- Melastoma horridum
- Melastoma imbricatum
- Melastoma intermedium
- Melastoma koordersii
- Melastoma lanuginosum
- Melastoma magnificum
- Melastoma malabathricum
- Melastoma minahassae
- Melastoma molkenboerii
- Melastoma moluccanum
- Melastoma nitidum
- Melastoma orientale
- Melastoma ovalifolium
- Melastoma pellegrinianum
- Melastoma porphyraeum
- Melastoma pubescens
- Melastoma robustum
- Melastoma roemeri
- Melastoma sabahense
- Melastoma saigonense
- Melastoma sanguineum
- Melastoma suave
- Melastoma sumatranum
- Melastoma vile
- Melastoma zollingeri